# Jacques Mesrine
Pour les articles homonymes, voir Mesrine.
Jacques Mesrine [mèʀine], né le 28 décembre 1936 à Clichy et mort le 2 novembre 1979 à Paris, est un criminel français ayant opéré principalement en France, au Québec, en Espagne, en Suisse, en Italie et en Belgique.
Il est surnommé « l'homme aux mille visages » ou, à tort selon lui, « le Robin des Bois français ». Sa postérité peut s’expliquer par la capacité qu’il a eue « de se placer au centre d’une intense production textuelle », à laquelle il a lui-même contribué en faisant paraître en 1977 son autobiographie, L’Instinct de mort.
Déclaré « ennemi public numéro un » au début des années 1970, il est notamment connu pour ses vols à main armée, enlèvements, évasions et pour son fort charisme médiatique. Il meurt abattu par des forces de l'ordre lors d’une intervention menée à la porte de Clignancourt, après un an et demi de cavale.

## Biographie jusqu'à son évasion

### Jeunesse et guerre d'Algérie
Jacques Mesrine est le fils d'André Pierre Mesrine (1908-1973) et de Fernande Charlotte Buvry (1908-1992), commerçants aisés du textile qui possèdent une entreprise de dentelle de luxe à Paris. C'est à Clichy (au 3 de l'avenue Anatole-France) qu'il grandit et qu'il se met à fréquenter le quartier populaire de Pigalle à Paris. Ses parents ont pourtant des projets pour lui : ils souhaiteraient plus tard le voir intégrer HEC Paris, mais il n'aime pas l'école. Il effectue une partie de sa scolarité au collège libre de Juilly, tenu par les oratoriens, où il a comme camarade Jean-Jacques Debout. Il est ensuite renvoyé du lycée laïc de Clichy à cause de violences exercées envers le proviseur. Il devient alors représentant en tissus.
Selon Michel Laentz, ancien journaliste de Minute, qui a travaillé avec lui à l'âge d'à peu près 18 ans en 1951 pour distribuer une revue satirique du Professeur Choron sur les grands boulevards à Paris puis pour vendre des aspirateurs Tornado au porte-à-porte, il revenait parfois sur les lieux visités pour les cambrioler.
Jacques Mesrine devance l'appel pour effectuer son service militaire et participe à la guerre d'Algérie comme militaire du rang à la 626e compagnie, une unité qui réceptionne les pièces détachées pour les acheminer vers le front. Jacques René Mesrine est décoré pour ces services de la croix de la Valeur militaire par le général Jean Olié. Il revient en France en mars 1959, après avoir reçu un certificat de bonne conduite. C'est durant cette période qu'il découvre les armes et rapporte un pistolet .45 ACP, qu'il garde constamment sur lui.
D'après ses proches, l'expérience de l'Algérie l'a profondément marqué ; selon ses dires, il aurait été plusieurs fois de « corvée de bois » (exécution sommaire de prisonniers algériens en dehors des enceintes militaires), ce qui fut contredit unanimement par ses camarades d'unité.
Par ailleurs, Mesrine aurait été membre de l'OAS en 1961,, ce dont les autorités françaises l'ont soupçonné à la suite de son arrestation de 1965 à Palma, lors d’un flagrant délit de cambriolage à la villa du gouverneur militaire. Néanmoins, aucune source d'importance n'est venue étayer une quelconque proximité entre Mesrine et cette organisation[réf. nécessaire].

### Premiers vols à main armée en France
Il participe à de nombreux cambriolages et vols à main armée dès l'âge de vingt-trois ans. C'est à l'époque de son divorce en 1965 qu'il est arrêté et condamné pour la première fois à payer une amende pour port d'armes prohibées.
Entre 1961 et 1962, il réside au 31, de la rue Boinod, dans le 18e arrondissement. Le 17 janvier 1962, il est arrêté au Neubourg, dans l'Eure, où ses parents ont une maison de campagne, alors qu'il se prépare, avec trois complices, à effectuer un hold-up à la Société générale. Il est condamné, pour la première fois, à dix-huit mois de prison en mars 1962. Il passera son temps d'incarcération dans les prisons d'Évreux, puis d'Orléans, où il dit avoir rencontré Pierre Carrot, dit Pierrot le fou no 2. Il est relâché en 1963. Il souhaite alors quitter la vie criminelle et trouve un emploi dans une entreprise d'architecture d'intérieur. Mais, à la suite de la mise en chômage technique des employés de celle-ci, il perd son travail et redevient délinquant.

### Installation dans l'Oise en 1967
En 1967, il effectue "sa première escale" dans l'Oise pour y devenir "de façon un peu obscure" gérant de l'auberge de Mont Saint Mard à Vieux-Moulin, au cœur de la forêt de Compiègne, où l'une de ses tantes lui confie l'établissement, avec sa compagne de l’époque, ex-prostituée, placée à la caisse, qui "a rapidement su comment rentabiliser les 5 chambres". Sur fond de jalousies de cafés de jeux proches accueillant également des caïds de banlieue, la police locale s’intéresse à cette auberge tout comme les services fiscaux. Des impayés vaudront à Mesrine une condamnation par défaut à deux ans de prison. À la suite d'une bagarre et de coups de feu quelques mois seulement après son arrivée, l’auberge est fermée. Elle sera reprise de 1978 à décembre 2012 par un restaurateur parisien, Michel Carbonnell, venu avec son épouse puis par Michel Laentz, ancien journaliste de Minute.

### Îles Canaries, Québec et Venezuela
Le 2 décembre 1965, Jacques Mesrine est arrêté à Palma de Majorque en train de voler des documents politiques dans le bureau du gouverneur militaire. La police locale le soupçonne de travailler pour les services secrets français. Il est condamné à six mois de prison. En octobre 1966, il ouvre un restaurant à Santa Cruz de Tenerife dans les îles Canaries. Parallèlement, il continue son activité criminelle. En décembre 1966, il attaque une bijouterie à Genève, en Suisse. En mai 1967, il ouvre une auberge à Compiègne, en France. Le 15 novembre 1967, il cambriole un hôtel à Chamonix, où il est reconnu. Le 8 décembre 1967, il braque une maison de haute couture parisienne où il est, là aussi, reconnu. Maria de la Soledad le quitte et leurs trois enfants sont confiés aux parents de Mesrine.
Le 6 février 1968, il échappe aux policiers et fuit au Québec (Canada) avec Jeanne Schneider, rencontrée après son divorce. Cette dernière est une call-girl, dont les souteneurs ont été abattus par Mesrine, selon ses dires, bien qu'aucune trace d'un tel règlement de comptes n'apparaisse dans les annales policières de cette période. À cette époque, il n'est recherché que pour escroqueries. En juillet 1968, le couple arrive à Montréal et s'installe au 3645, rue Sherbooke Est avant de rejoindre Mont-Saint-Hilaire pour entrer au service d'un millionnaire handicapé, Georges Deslauriers, qui a fait fortune dans le commerce des fruits et légumes. Jacques Mesrine, cuisinier et chauffeur, et Jeanne Schneider, aide ménagère, emménagent avec Deslauriers chez lui au 277, rue Auclair et y restent 5 mois, pendant lesquels Mesrine envisage de se retirer de la criminalité. Une dispute avec le jardinier du domaine entraine la mise à pied du couple qui, entrepris d'un désir de vengeance, enlèvent à l'aide d'un complice français, Michel, rencontré sur place, le 12 janvier 1969, le millionnaire. Alors qu'ils demandent une rançon de 200 000 dollars à son frère, Marcel, Georges Deslauriers réussit à s'échapper. Dès lors, Mesrine a fait de facto son entrée dans le grand banditisme.
Le 26 juin 1969, le couple Mesrine-Schneider quitte le motel des Trois Sœurs à Percé où il s'était réfugié et franchit illégalement la frontière des États-Unis. Le 30 juin, le corps étranglé d'Évelyne Le Bouthilier, patronne du motel, est découvert dans sa résidence à Percé. Mesrine est soupçonné. En fuite aux États-Unis, Mesrine est arrêté à Texarkana, dans l'Arkansas à la frontière avec le Texas et extradé vers le Canada. À sa sortie d'avion, il fanfaronne devant les journalistes et déclare, reprenant une phrase du général de Gaulle : « Vive le Québec libre ! » Accusé de meurtre et de kidnapping, Mesrine se retrouve à la une des journaux québécois. Il est déclaré « ennemi public numéro un ». Le 17 août 1969, Mesrine s'évade avec Jean-Paul Mercier et délivre sa compagne Jeanne de la prison de Percé, mais ils sont repris le lendemain. Toujours en août 1969, ils sont condamnés respectivement à dix et à cinq ans de prison pour l'enlèvement et la séquestration de Georges Deslauriers. En janvier 1971, Mesrine et Jeanne Schneider sont acquittés pour le meurtre d'Évelyne Le Bouthilier. Mais cette accusation d'un meurtre qu'il déclare n'avoir pas commis, malgré un important faisceau de présomptions, sera pour Mesrine un des thèmes principaux de son deuxième livre, Coupable d'être innocent, écrit en 1979.
Alain Normandeau, criminologue et directeur d'un projet de réinsertion, le rencontre à trois reprises dans sa cellule en 1972 ; il se souvient : 

« Jacques Mesrine n'était pas très grand, mais il avait un charisme incroyable. Il séduisait tout le monde, autant par ses propos que par sa prestance. Pour tout dire, il a même convaincu les gardiens de s'élever contre l'administration de la prison. Suivant ses conseils, ils ont organisé une conférence de presse très courue par les médias,. »

Le 21 août 1972, il s'évade de la prison de Saint-Vincent-de-Paul avec cinq autres détenus dont notamment Jean-Paul Mercier, André Ouellet, Pierre Vincent et Robert Imbault. La prison de Saint-Vincent est alors entourée de deux murets de barbelés et d'un mur de quatre mètres. Dans les miradors, nuit et jour, chaque sentinelle fait le guet, sept jours par semaine. Les cellules sont alors éclairées en permanence et le plafond constitué de grillages sur lequel les gardiens font des rondes. À l'époque il y a 65 gardiens pour 62 détenus. Mesrine avait repéré que les rondes étaient moins fréquentes le week-end et s'était procuré des limes, des outils et une échelle de peintre. Jocelyne Deraiche est accusée d'avoir aidé à l'évasion de Mesrine et sera ultérieurement condamnée à 23 mois de prison. Leurs cavales sont émaillées de nombreux méfaits. Le 26 août, ils braquent ensemble la Caisse populaire de Saint-Bernard de Dorchester, puis, dix minutes plus tard, font de même avec celle de Saint-Narcisse de Lotbinière. Leur butin s'élève à 26 000 USD. Le 28 août, ils braquent la Toronto Dominion Bank à Montréal et récidivent trois jours après dans le même établissement.
Le 3 septembre, ils échouent dans leur tentative de libérer trois prisonniers de la prison de Saint-Vincent-de-Paul, mais blessent grièvement deux policiers dans la fusillade qui s'ensuit. Une semaine plus tard, pendant qu'ils s'exercent au tir en forêt, Mesrine et Jean-Paul Mercier tuent deux garde-chasse attirés par les détonations, près de Saint-Louis-de-Blandford au Québec. En octobre, après d'autres braquages à Montréal, ils effectuent un court passage à New York, au palace du Waldorf-Astoria. Puis, d'octobre à novembre 1972, Mesrine fuit au Venezuela avec Jean-Paul Mercier et leurs deux maîtresses. Plus tard, Mercier et sa maîtresse les quittent à la suite d'une morsure de chien subie par cette dernière, qui les oblige à revenir au Québec pour recevoir des soins. Jean-Paul Mercier sera tué d'une balle dans la tête par la police canadienne lors d'une de ses tentatives de cambriolage deux ans plus tard. Quant à Jeanne Schneider, la maîtresse de Mesrine, elle finira sa peine en France à la prison de Fleury-Mérogis. À sa sortie, elle restera en France.

### Retour en France (1972-1973)
Mesrine retourne en France en décembre 1972, où il commet le braquage de la paie d'une usine de Gisors pour un montant de 320 000 francs et celui d'une caissière retirant 280 000 francs d'une banque.
Le 5 mars 1973, lors d'une altercation avec une caissière d'un café-bar, Mesrine brandit un revolver. Un policier tente d'intervenir et se voit grièvement blessé. Trois jours plus tard, Mesrine est arrêté à Boulogne-Billancourt avenue Pierre-Grenier, alors qu'il revient dans son appartement. En mai, il est condamné en France à 20 ans de prison. Le 6 juin, il doit comparaître pour une petite affaire de chèques sans provision, mais il s'évade du tribunal de Compiègne en prenant en otage le président du tribunal, grâce à une arme dissimulée dans les toilettes par Michel Ardouin et Alain Caillol, un des ravisseurs du baron Empain avec lequel Mesrine a collaboré pour des braquages. Le 21 juin, il attaque à main armée l'Imprimerie Georges Lang pour s'emparer de la paie des employés, rue Curial dans le 19e arrondissement de Paris, soit environ 300 000 francs. Petit intermède dans sa folle activité, il s'offre quelques vacances de juillet à août dans une station balnéaire de la côte normande : Trouville. Mais, début août, il reprend ses activités en s'attaquant au Crédit lyonnais de l'avenue Bosquet dans le 7e arrondissement de Paris. Après, il cesse d'agir pendant deux mois. Cependant, le 27 septembre, il braque deux banques coup sur coup, inaugurant ainsi la pratique d'enchaîner ses vols ou de les doubler (second braquage de la même banque le lendemain).
Il est arrêté par le commissaire Robert Broussard une première fois le 28 septembre 1973, dans son appartement rue Vergniaud, dans le 13e arrondissement de Paris. Cette arrestation reste célèbre de par la théâtralisation faite par le truand, qui après des heures de négociation à travers la porte, finit par ouvrir la porte, cigare aux lèvres, aux policiers et offre le champagne au commissaire Robert Broussard. Mesrine plaisante avec celui-ci : « Tu ne trouves pas que c'est une arrestation qui a de la gueule ? »[source secondaire souhaitée].

### En prison (1973-1978)
Une fois en prison, Mesrine se lie avec un compagnon de cellule, Jean-Charles Willoquet, qui organise de l'intérieur une évasion montée à l'extérieur par Martine, son amie. Celui-ci s'échappe sans faire profiter Mesrine de cette évasion. Une fois dehors, il lui promet de l'aider à sortir. Il prend du retard, mène Mesrine en bateau et finit par se faire reprendre le 1er décembre 1975, ce qui lui vaudra des critiques de Mesrine qui le trouve redoutable les armes à la main, mais inorganisé et irréfléchi[réf. souhaitée].
En novembre 1975, Mesrine envoie une lettre de menaces à Jacques Derogy, journaliste au magazine L'Express. Le malfaiteur est en effet mécontent d'un article de celui-ci intitulé Le duo Willoquet-Mesrine. Jacques Derogy a la surprise d'apprendre que la lettre a été postée par le vaguemestre de la Santé « pour permettre à M. Derogy de se tenir sur ses gardes ». Mesrine est inculpé pour menaces de mort et placé au secret.

Comprenant qu'il se passera probablement des années avant qu'une autre occasion d'évasion se présente, il décide d'écrire son autobiographie L'Instinct de mort, qui paraît le 3 mars 1977. Dans ce livre, il déclare avoir tué trente-neuf personnes. À ce sujet, un criminologue, René Reouven, commente : 

« Il y a chez Mesrine un petit tueur qui se voudrait grand et si l'on peut comptabiliser les crimes qu'il a commis, on ne saurait en faire autant pour ceux qu'il revendique. »

En effet, les affaires de meurtre revendiquées par Mesrine ne se rapprochent d'aucun crime réel non élucidé.
Le 19 mai 1977, Mesrine est condamné à 20 ans de prison pour vols à main armée, recel et port d'armes par la cour d'assises de Paris présidée par le juge Petit. Durant ce procès, il se produit une anecdote célèbre : il défait le nœud de sa cravate, en sort une petite clé, qu'il proclame être celle de ses menottes procurée par un gardien véreux, puis il la lance aux journalistes présents au tribunal, déclarant ainsi prouver la corruption de la police et de la justice. Il s'avère qu'il s'agissait en fait de la clé servant à ouvrir le cadenas de la télévision de sa cellule. Il est transféré au quartier de haute sécurité de la prison de la Santé. Cette incarcération est à l'origine d'un combat médiatique qu'il entreprend par le biais de la presse afin de faire fermer les quartiers de haute sécurité, qu'il juge dégradants et inhumains. Ce combat médiatique a notamment été influencé par la rencontre de Taleb Hadjaj à la prison de la Santé.

## Biographie depuis son évasion

### Évasion en mai 1978
Il parvient à s'évader le 8 mai 1978, à 10 h, accompagné de François Besse. Dans des conditions non encore élucidées, peut-être grâce à des complicités au sein de la prison ou certains de ses visiteurs au parloir, Mesrine parvient à dissimuler des armes dans un parloir, et profite d'un entretien avec l'un de ses avocats pour les saisir et neutraliser ses gardiens en compagnie de François Besse.
Mesrine expliquera qu'il a réussi, au long de plusieurs mois, à se créer une véritable complicité avec un gardien, dans une interview à Isabelle de Wangen, que publie le 27 juillet 1978 l'hebdomadaire Paris-Match. Ce gardien lui aurait notamment procuré, à titre de test, des moulages des clés coulés dans du plâtre l'année dernière puis aurait réussi à transmettre le reste du matériel (crochets, échelle, etc.). Le Monde révèlera six mois après que la jeune pigiste de Paris-Match, qui a pour avocats Robert Badinter et Philippe Lemoine, est l'épouse de Jean-Louis Pelletier, l'un des avocats de Mesrine et n'a jamais fait la demande de carte de presse auprès de la commission de la carte d'identité des journalistes professionnels. Selon les déclarations de Jean-Luc Coupé, complice de Mesrine, elle lui a versé lors de l'interview une partie de sa "rémunération" mais une seconde lettre de Jacques Mesrine publiée dans le Matin de Paris dément,.
Dans l'interview, Mesrine a déclaré à l'intention du gouvernement, notamment de Alain Peyrefitte, garde des sceaux: "est-ce qu'il veut des Brigades rouges en France ? Est-ce qu'il veut une bande à Baader ? S'il faut en arriver là, on y arrivera".
Dès le 16 mars 1978, Alain Peyrefitte recevait une note signée Hubert Bonaldi l'avertissant "des alertes et des inquiétudes" qui ont précédé cette évasion, suite d'une série de notes et rapports communiqués à la chancellerie entre le 16 mars (cinquante-trois jours avant l'évasion de Jacques Mesrine et de François Besse) et le 8 mai et Pierre Aymard, à l'époque directeur de l'administration pénitentiaire, sera sanctionné,.
Revêtant les uniformes de gardiens, ils libèrent de façon improvisée un autre détenu, Carman Rives, puis escaladent le mur d'enceinte via une échelle entreposée dans la cour pour des travaux. Carman Rives est abattu par une patrouille de police passée par hasard. Mesrine et Besse dévalisent presque immédiatement une armurerie de Paris, puis le 26 mai 1978, le casino de Deauville et y volent 136 774 francs.
La police intervient, causant deux blessés, mais les deux évadés fuient en voiture, forcent un barrage, prennent en otage la famille d'un éleveur de chevaux le 28 mai en Normandie, puis se cachent sous la banquette arrière de sa DS pour franchir les barrages et regagner Paris. Plus de 300 gendarmes, une section du GIGN et la brigade antigang, sont déployés.
Mesrine continue les attaques à main armée, comme à la Société générale du Raincy le 30 juin 1978. C'est à cette période qu'il se met à écrire son deuxième livre, Coupable d'être innocent, plus politique que le premier, qui paraîtra après sa mort en 1979. Dans un entretien à Paris-Match le 4 août 1978, via l'épouse de son avocat Jean-Louis Pelletier, il se montre menaçant envers quiconque voudrait tenter de l'arrêter, prétend faire abolir les quartiers de haute sécurité (QHS) par Alain Peyrefitte, ministre de la Justice.
Sa notoriété entraîne une guerre des polices entre Lucien Aimé-Blanc, chef de l'Office central pour la répression du banditisme, et Robert Broussard, chef de l'antigang.
En juin 1978, il rencontre Sylvia Jeanjacquot dans un bar américain à hôtesses. Ils partent en Italie, Sicile, Algérie, Angleterre, puis retournent en France. Il reste alors caché dans le 18e arrondissement de Paris.

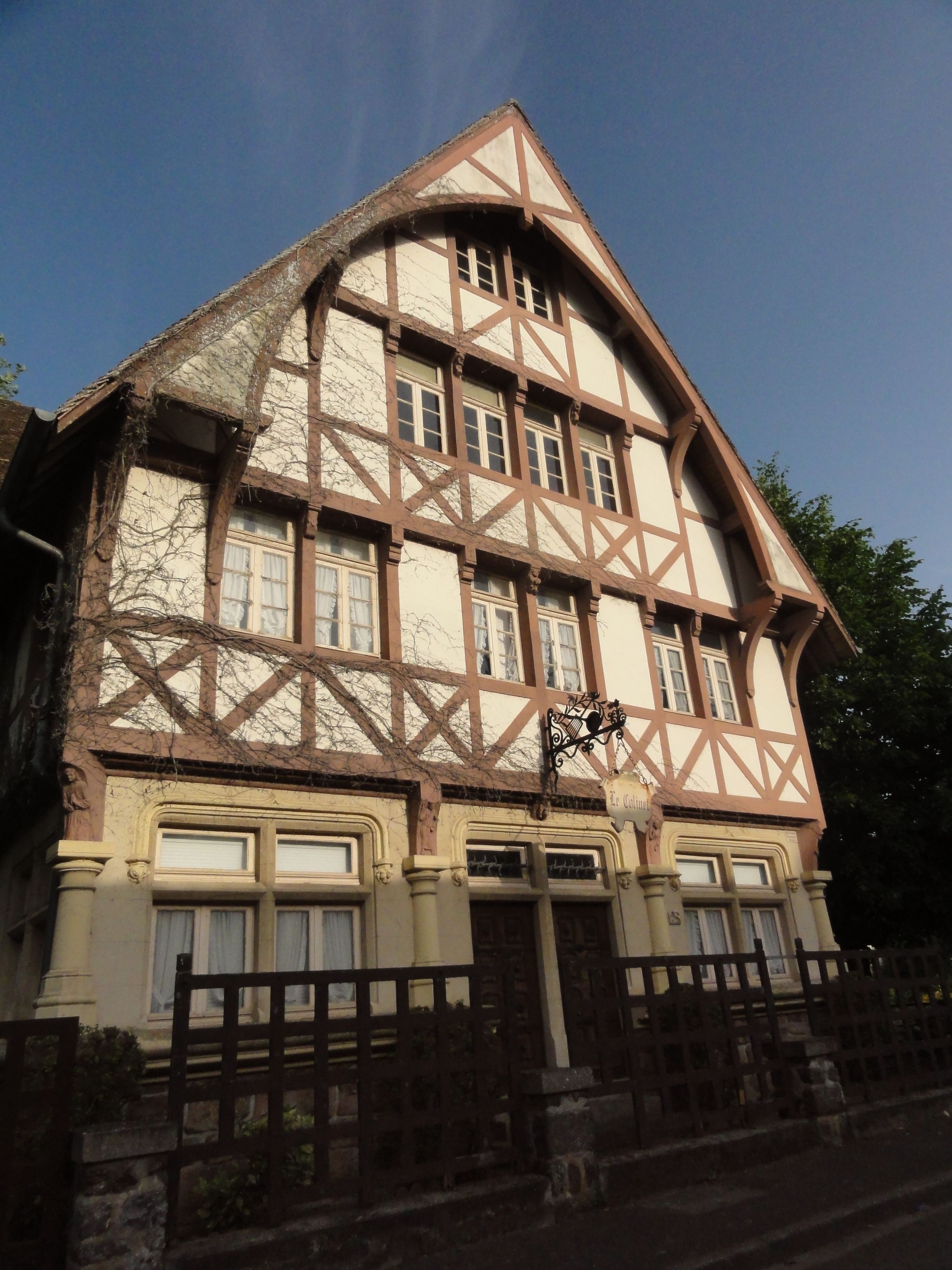
« Le Colinet », la maison d'Henri Lelièvre à Maresché, d'où il a été enlevé.

### Tentative d'assassinat du juge Petit
Après son évasion, Jacques Mesrine avait donné le 4 août 1978 une interview à Paris-Match. Le 10 novembre 1978, il tente d'assassiner le juge Charles Petit, président de la cour d'assises de Paris, qui l'avait condamné à vingt ans de prison l'année précédente, en 1977.
Cette opération est proposée à son complice du moment, François Besse. Mais ce dernier la refuse, n'y voyant aucun avantage personnel et que des risques élevés. Mesrine est alors contraint de changer de complice: il se tourne vers deux vieux amis, Jean-Luc Coupé et Christian Kopf, sans réelle expérience du banditisme, qu'il fréquente depuis son adolescence. Tous deux se connaissent bien depuis l'enfance. Mesrine leur parle d'un acte héroïque pour dénoncer les QHS, en dissimulant la finalité de l'opération. Jean-Luc Coupé et Christian Kopf sont alors dans l'idéalisation de la page que Libération avait publiée contre les QHS à l'automne 1977.
Jean-Luc Coupé était surveillé depuis le 10 octobre grâce à un informateur qui avait retrouvé sa trace, soit un mois avant l'attaque du juge.
Le juge n'étant pas chez lui, Mesrine prend sa famille en otage, et attend son retour en gazant brutalement un enfant en bas âge. Le fils du juge réussit à prévenir la police.
Sur le moment, la presse doute que Mesrine ait bien été présent sur les lieux. Il s'échappe de justesse, Jean-Luc Coupé, est arrêté, tandis que Christian Kopf a tout simplement pris un taxi pour se rendre chez une amie. Il est alors repéré par le commissaire Serge Devos, qui dirige la brigade de répression du banditisme avec Robert Broussard. Kopf est surveillé dans l'espoir qu'il les conduise à Mesrine, 
Christian Kopf va alors être approché par Jacques Tillier, journaliste à Minute et ami proche du commissaire Lucien Aimé-Blanc: il trouve son adresse dans des fichiers de police, s'y rend et rencontre l'épouse de Kopf, puis Kopf lui-même, plaçant le truand dans une situation risquée car Kopf est l'ami de Mesrine depuis l'adolescence.
Puis un article de décembre 1978, rédigé par Jacques Tillier dans le journal Minute, révèle l'adresse de Kopf, compromettant la filature par les hommes de Robert Broussard. La guerre des polices bat son plein et une rumeur commence à affirmer que Mesrine bénéficie de protections.
Inquiet de cette manœuvre, Mesrine va rappeler via une interview à Libération que ce dernier ne pourra s'en tirer avec un jugement pour la participation à une simple tentative d'enlèvement : Mesrine explique qu'il était venu chez le juge Ch. Petit pour commettre son assassinat. Cette interview à Gérard Millet, publiée dans Libération du 3 janvier 1979, vaut une inculpation au journaliste et accentue encore la distance entre Mesrine et son ami de jeunesse Christian Kopf.
Bien que surveillé par la police, Kopf ne sera arrêté que le 18 décembre 1979, dans un café de la banlieue parisienne, près de deux mois après la mort de Mesrine et en exécution d'un mandat d'arrêt délivré exactement un an et un mois plus tôt. C'est lui qui avait conduit Mesrine et Jean-Luc Coupé, le 10 novembre 1978, au domicile de Charles Petit et ce sont les policiers du commissaire Serge Devos, qui dirige la brigade de répression du banditisme aux côtés de Robert Broussard qui l'ont finalement arrêté.
Entre-temps, au printemps 1978, Mesrine a trouvé grâce à Gilles Millet un nouveau complice pour l'enlèvement d'Henri Lelièvre : le gangster Michel Schayewski. Puis il a contacté en septembre 1979 Charlie Bauer pour lui proposer de faire équipe.
Jean-Luc Coupé et Christian Kopf seront condamnés à respectivement, huit ans et sept ans de réclusion criminelle pour ce qui est considéré comme une "prise d'otages", même si l'avocat Jean-Baptiste Biaggi a estimé que l'accusation n'a "pas de preuve que Christian Kopf savait ce qui allait se passer", la défense estimant qu'il a "été contraint à suivre Jacques Mesrine dans cette action qu'il croyait non-violente". "Je sentais une menace sur ma tête. J'avais peur. Chez le juge, il était comme fou", a raconté Kopf à l'audience.

### Insistance auprès des médias
Dix jours après cette tentative d'assassinat, dans un enregistrement adressé à TF1 le 20 novembre 1978, il s'en prend une nouvelle fois aux quartiers de sécurité renforcée, réclamant qu'il soit diffusé le soir même dans l'émission "L'événement " dont une séquence était précisément consacrée aux QHS. Fin décembre 1978 Mesrine accorde un entretien à Gilles Millet, journaliste de Libération dont il est proche. L'entretien, après hésitation parait finalement sur deux pages le 4 janvier 1979, et vaut au journal et à Gilles Millet le surlendemain d'être entendu par Claude Hanoteau, juge d'instruction, à qui il refuse de dévoiler des informations. Puis c'est l'hebdomadaire Minute qui en donne de son côté.
Interrogé le 15 janvier par Europe 1, Jean Ducret, directeur de la police judiciaire à la préfecture de police, dénonce "les médias qui entrent littéralement dans son délire". Ducret a dénoncé en particulier "certains journalistes et certains personnages qui nous créent volontairement des difficultés. Tel est le cas d'une personne qui joue les policiers, qui va voir les témoins, qui obtient ainsi des renseignements sur des individus que nous surveillons et qui va prévenir ces derniers que nous les filons", allusion à un article de Minute, révélant l'adresse, qui a compromis la filature du complice de Mesrine Christian Kopf peu après l'interview de Christian Kopf dans Minute en décembre 1978.

### Enlèvement du milliardaire Lelièvre

#### Recrutement d'un nouveau complice
Au printemps 1979, peu avant l'assassinat de Goldman, Gilles Millet et Alain Bizos sont convoqués par Mesrine dans le Loiret pour une «séquence » à sa gloire[réf. nécessaire], photos que Libération refuse de publier, même après le décès de Mesrine en novembre, celui de Goldman ne remontant qu'à six semaines
C'est le moment où Millet fait connaitre à Jacques Mesrine Michel Schayewski, l'autre truand ayant réalisé l'enlèvement d'Henri Lelièvre, et le lui a présenté,, Gilles Millet ayant été appelé par Sylvia Jeanjacquot, la compagne de Mesrine.

#### Enlèvement
Le 21 juin 1979, Mesrine enlève le milliardaire Henri Lelièvre de sa maison Le Colinet à Maresché dans la Sarthe, avec la complicité du braqueur Michel Schayewski, tous deux se faisant passer pour deux policiers, avec fausses cartes de police. Vingt-huit jours après l'enlèvement, ils demandent une rançon de six millions de francs et à son fils Henri Lelièvre de choisir une personne de confiance pour l'apporter.
Le fils ainé, qui s'appelle lui aussi Henri regarde sa montre, constate que l'heure ne correspond pas à ce type d'opération, a des doutes et relève le numéro de plaque de la voiture des policiers. Après le départ de la voiture, il appelle les gendarmes pour le leur communiquer, et ceux-ci ont les mêmes doutes puis repèrent rapidement que la 504 rouge a été volée. Le SRPJ d'Angers puis l'OCRB sont prévenus dans la journée mais ne parviennent pas à stopper la 504 rouge. Des recoupements avec des hold-up qui viennent de se produire avec un mode opératoire proche au sud de Paris, à Massy et Saint-Maur, permettent d'identifier l'un des deux hommes, un blond frisé de grande taille, recherché par la police. Un autre fils d’Henri Lelièvre a reconnu Mesrine sur des photos présentées par des enquêteurs[réf. nécessaire].

### Création d'une unité anti-Mesrine
À la suite de l'enlèvement du milliardaire Lelièvre, une unité anti-Mesrine est créée en août 1979.
Mesrine va s'appuyer sur quelques survivants de l'ancienne « bande du Talus », proche de la rue Leibnitz, dans le 18e arrondissement de Paris. Ce groupe, très actif dans la petite délinquance des années 1950-60, avait la haute main sur ce territoire, alors très populaire et pauvre.
Il dépense l'argent de la rançon en montres dans des grands magasins, et achète une BMW 528i, la même que celle de la BRI sur laquelle il avait tiré lors de la première tentative de remise de rançon pour Henri Lelièvre.

### Tentative de meurtre du journaliste deMinuteJacques Tillier

#### Approche de Mesrine par Tillier
Le 10 septembre 1979, Mesrine et un complice tendent un guet-apens dans la forêt d'Halatte (Oise) près de Senlis, au journaliste de Minute Jacques Tillier. Après l'avoir emmené dans les profondeurs d'une cave à champignons, Mesrine le torture, le met à nu, le tabasse et le blesse grièvement par trois balles en lui tirant dans la joue(« pour l'empêcher de dire des conneries »), le bras (« pour l'empêcher d'écrire des conneries ») et la jambe (« par simple plaisir », affirmera-t-il plus tard). Il le laisse pour mort. Mesrine reprochait à ce journaliste de l'avoir diffamé en écrivant qu'il n'était pas une personne « réglo » avec ses associés et que c'était un bandit sans honneur, en août 1979.
Mesrine réalise lui-même des photographies de la tentative d'assassinat. Tillier arrive à s'en tirer. Mesrine écrit des lettres aux journalistes disant qu'il ne voulait pas le tuer.

### Mort en novembre 1979

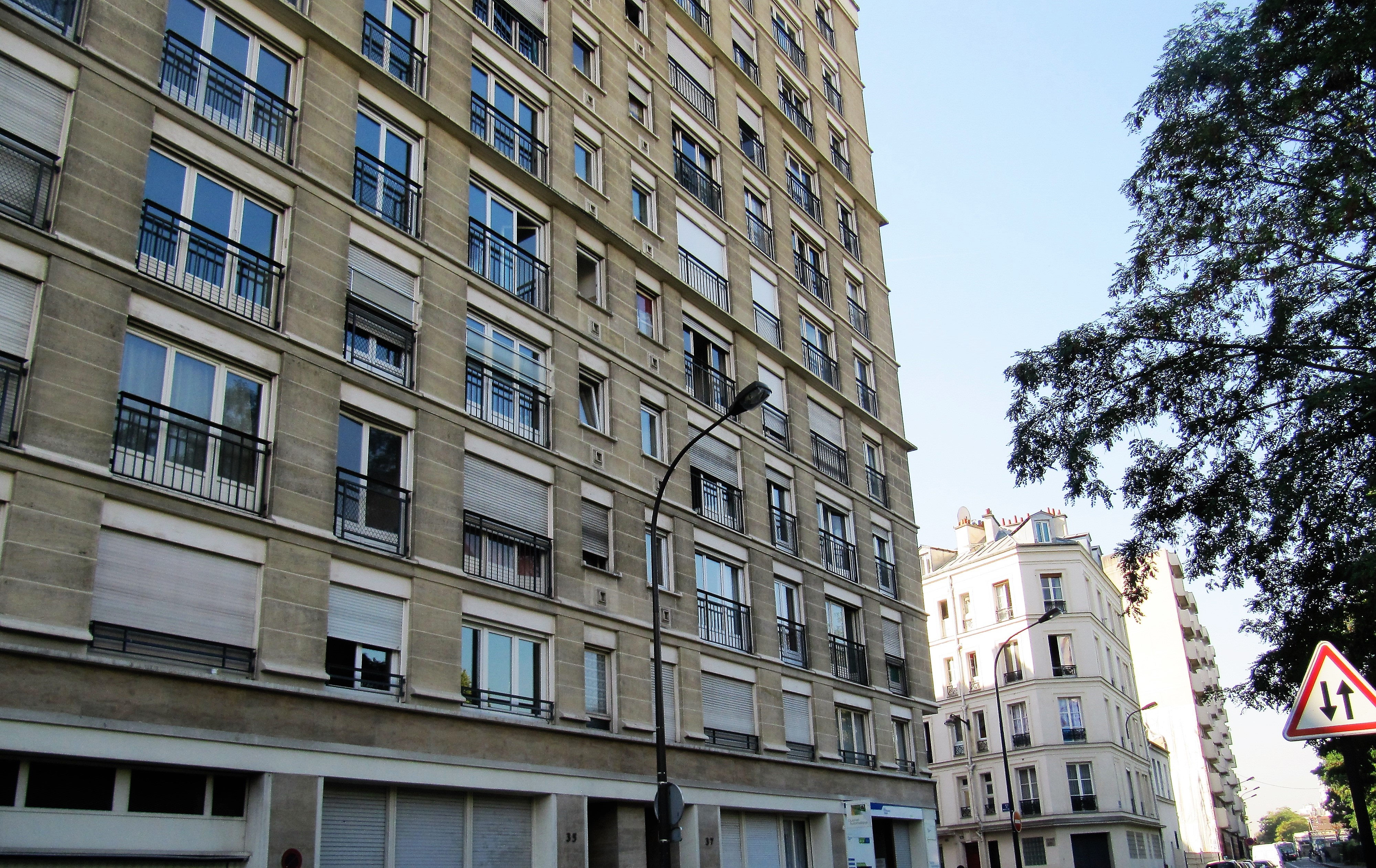
Dernier immeuble d'habitation de Jacques Mesrine.

#### Mise sous écoute et approche
Fin octobre 1979, Emmanuel Farrugia (commandant de police) et Paul Rément (capitaine de police), hommes du commissaire divisionnaire Lucien Aimé-Blanc, chef de l'Office central pour la répression du banditisme (OCRB), repèrent l'appartement de Mesrine rue Belliard, dans le 18e arrondissement de Paris. Ceci est rendu possible par le biais d'un indicateur (donné par Jacques Tillier qui voulait se venger) qui dénonce Charlie Bauer comme complice actif de Mesrine, et grâce aux écoutes des coups de téléphone que Charlie Bauer passait à Jacques Mesrine.

#### Version du commissaire Robert Broussard
Maurice Bouvier, alors directeur central de la police judiciaire, saisit la Brigade de recherche et d'intervention (BRI) du commissaire principal Robert Broussard, territorialement compétente pour procéder à l'arrestation de Jacques Mesrine.
Le 2 novembre 1979 à 15 h 15, Mesrine, au volant de sa voiture avec sa compagne Sylvia Jeanjacquot, est encerclé par les hommes de la BRI, porte de Clignancourt à Paris. Un camion bâché, qui s'est inséré devant son véhicule, dissimule des policiers qui ouvrent le feu. Vingt et une balles sont tirées. L'autopsie constatera la présence de dix-huit impacts de balles à haute vélocité sur son corps. Il est tué en possession de grenades et d'armes de poing dissimulées aux pieds de sa compagne. Celle-ci, grièvement blessée au bras, perd aussi un œil dans la fusillade et son caniche est tué.

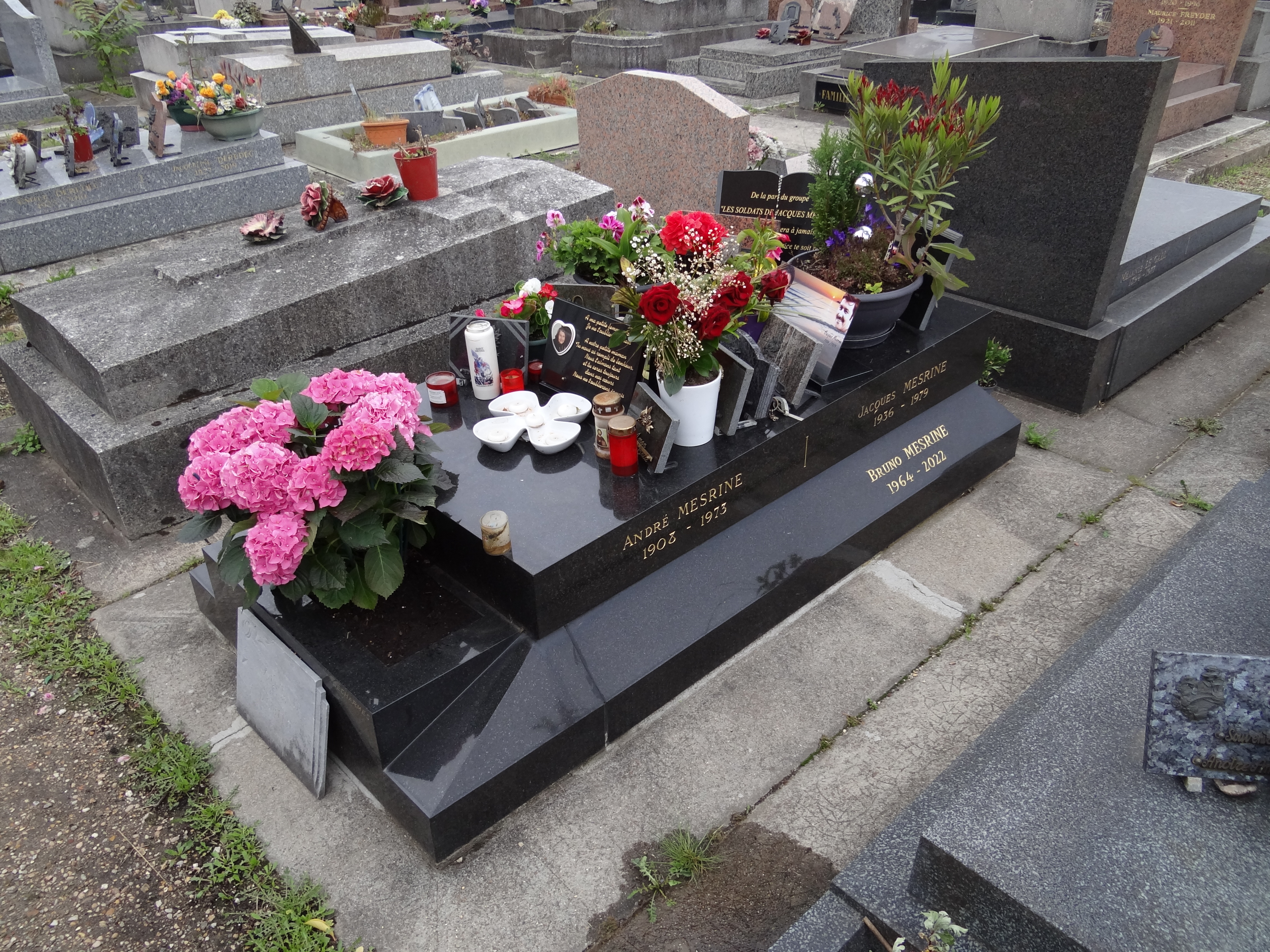
La tombe de Jacques Mesrine au cimetière nord de Clichy (Hauts-de-Seine).

Jacques Mesrine est enterré au cimetière nord de Clichy, sa ville de naissance.
Sa BMW 528i marron métallisée, immatriculée 83 CSG 75 (Sylvia Jeanjacquot raconte l’achat dans son livre Ma vie avec Mesrine, éd. Plon 2011), reste sous scellés de justice vingt-huit ans, dans une fourrière à Bonneuil-sur-Marne, avant d'être broyée dans une casse d'Athis-Mons le 14 mai 2007.

#### Version du commissaire Aimé-Blanc
Selon la version du commissaire Lucien Aimé-Blanc, le commissaire Robert Broussard n'était pas au premier rang lorsqu'a été ouvert le feu. Le commissaire Lucien Aimé-Blanc a revendiqué sous différentes formes la paternité du repérage de Mesrine, notamment via une mise sous écoute et l'approche qui ont permis de le suivre.

#### Polémiques de 1979 à 2008
La mort de Mesrine est un premier cas de remise en cause de la légitime défense invoquée par la police, car celle-ci aurait ouvert le feu sans sommation. Deux nouveaux témoins ont apporté des éclaircissements en octobre 2008 sur France Inter.
Guy Peynet, qui était en 1979 le patron du bar Le Terminus, porte de Clignancourt, n’a jamais été entendu sur procès-verbal dans la procédure judiciaire ; il a envoyé une lettre, jointe au dossier. Il affirme que les policiers n’ont pas effectué de sommations avant de tirer sur Mesrine. Tout ce qu’il a entendu, c’est une rafale de coups de feu suivie du cri : « Bouge pas ! T’es fait ! ».
Geneviève Adrey ne s’est jamais exprimée publiquement depuis le 2 novembre 1979. Ce jour-là, alors étudiante en musicologie, elle se trouve dans une cabine téléphonique, avec une amie, porte de Clignancourt, à quelques mètres de la voiture de Jacques Mesrine. Elle raconte avoir entendu des rafales de mitraillette ou, en tout cas, des coups de feu très rapprochés, mais en aucun cas des sommations.
Les sommations restent toutefois un acte militaire auquel étaient soumis les gendarmes et non les policiers. La légitime défense n'est en aucun cas soumise à l'obligation d'effectuer des sommations. Il convient aussi de rappeler l'avertissement que Mesrine avait donné à Broussard : « Quand nous nous rencontrerons à nouveau, ce sera à celui qui tirera le premier. »
En outre, les policiers témoignent qu'au lieu de se rendre et de lever les mains, il avait eu un mouvement latéral comme s'il allait se saisir de quelque chose. Cette observation sera confirmée par la présence des armes dissimulées aux pieds de sa compagne.
Une cassette audio sera retrouvée ultérieurement par les enquêteurs, avec la voix de Mesrine à destination de Sylvia disant ceci : « Si tu écoutes cette cassette, c'est que je suis dans une cellule dont on ne s'évade pas. »
L'instruction[Laquelle ?] est rouverte en mars 2000. Elle débouche sur un non-lieu, le 14 octobre 2004. Un nouveau non-lieu est prononcé le 1er décembre 2005 par la chambre d'instruction de la cour d'appel de Paris. Le 6 octobre 2006, la Cour de cassation déclare irrecevable le pourvoi en cassation de la famille Mesrine.

## Famille
Il est brièvement marié, de juillet 1955 à 1956, avec Lydia de Souza, jeune étudiante en chimie d'origine togolaise, dont il adopte le fils, Dominique, pour qu'elle ne demeure pas mère célibataire.
Cinq ans plus tard et après son passage en Algérie, en 1961, Mesrine se remarie avec Maria-Soledad Ortiz, rencontrée lors de vacances en Espagne, à Tossa de Mar,. Ils ont trois enfants ensemble : Sabrina (1961), Bruno (1964-2022) et Boris (1966). Ils divorcent en 1965.

## Publications
- 1977 : L'Instinct de mort, Jean-Claude Lattès, rééd. Champ Libre, 1984 En 1984, Gérard Lebovici, fasciné par le caractère libertaire de Jacques Mesrine, décide de rééditer L'Instinct de mort. Parallèlement, il prend sous sa coupe sa fille, Sabrina Mesrine, et lui offre sa protection. Le livre sort doté d'une préface de Gérard Lebovici dans laquelle il fustige la nouvelle loi qui confisque à jamais les droits d'auteurs des personnes ayant publié un récit des crimes pour lesquels elles sont détenues, ainsi que l'attitude du précédent éditeur de Mesrine, Jean-Claude Lattès. Lebovici affirme dans sa préface que Mesrine était devenu pour les Français de l'époque le parfait symbole de la liberté et affirme le « redoutable honneur » que représente pour Champ Libre le fait d'être l'éditeur de Mesrine. Gérard Lebovici sera assassiné peu de temps après dans un guet-apens resté mystérieux.1979 : Coupable d'être innocent, Stanké